# Fagarè della Battaglia
Fagarè della Battaglia è una frazione del comune di San Biagio di Callalta, in provincia di Treviso.

## Geografia fisica
La borgata si raccoglie sulla riva destra del Piave. Altro corso d'acqua da citare è il canale Zero.

## Storia
Il toponimo deriva dal latino fagaretum, ovvero "bosco di faggi". In origine, dunque, Fagarè era una zona coperta da selve: l'opera di disboscamento, iniziata dopo l'anno Mille, si deve ai monaci benedettini del monastero di Santa Maria del Pero di Monastier, dal quale dipendeva l'attuale parrocchiale di San Marco.
Nel 1267 è citato il Castrum Fagaredi, un fortilizio medievale di cui oggi resta traccia nel toponimo Castello.
Già frazione di Zenson di Piave, passò a San Biagio di Callalta con il Regio Decreto del 15 novembre 1868.
Il predicato "della Battaglia" ricorda gli avvenimenti della Grande Guerra: dopo la Rotta di Caporetto, Fagarè si ritrovò lungo il fronte del Piave e fu pesantemente coinvolta nei combattimenti.

## Monumenti e luoghi d'interesse

### Parrocchiale
Distrutta durante la Grande Guerra, venne ricostruita dopo il conflitto su progetto di Antonio Beni. Ricordo della dipendenza da Santa Maria del Pero è, sulla facciata, l'antica scritta Monachorum aere con lo stemma del monastero.

### Ossario

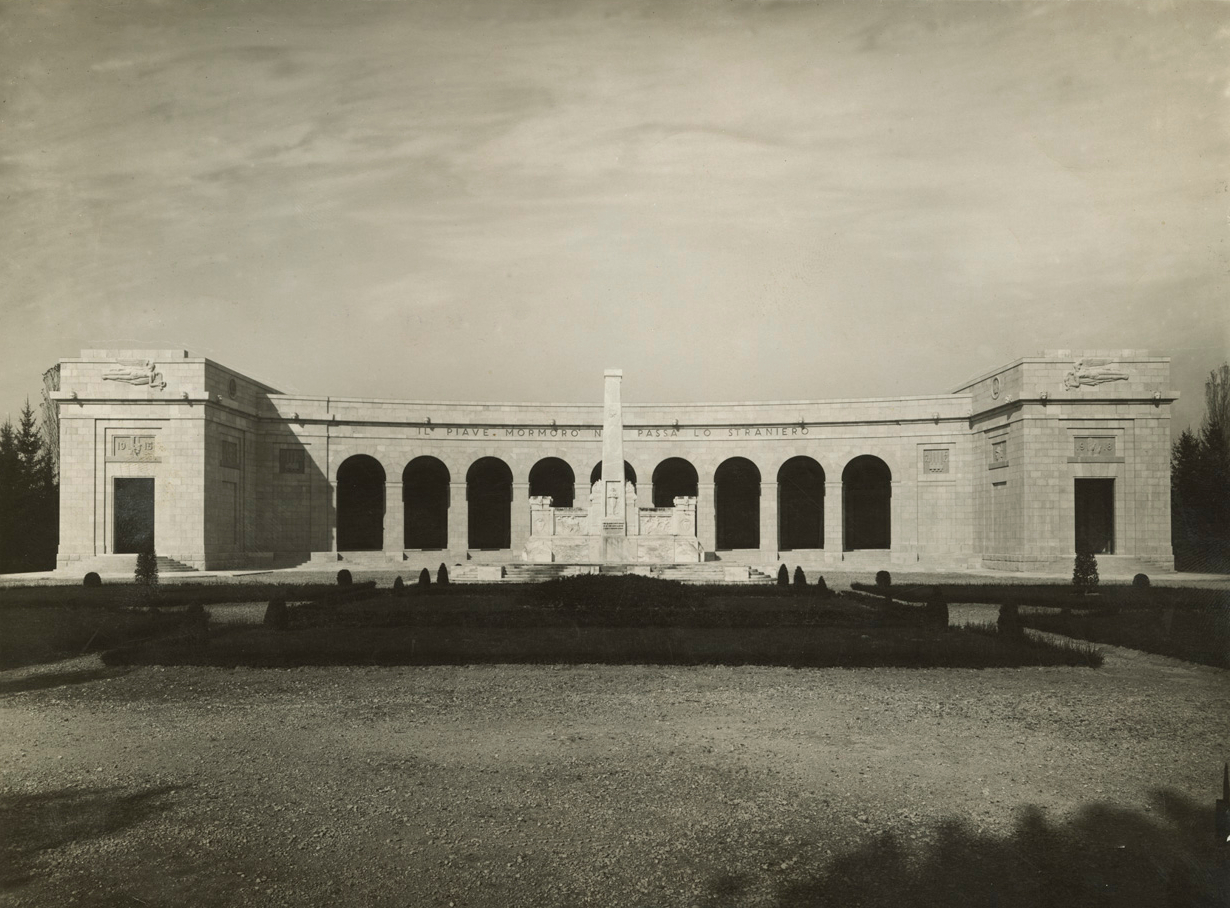
Fotografia d'epoca del Monumento Sacrario di Fagarè della Battaglia

Progettato da Pietro Del Fabro e inaugurato il 28 ottobre 1933,  vi riposano i resti di oltre diecimila caduti, dei quali 5.191 identificati e 5.350 ignoti; tra questi, le salme delle medaglie d'oro Francesco Mignone, Ernesto Paselli e Soccorso Saloni, Attilio Verdirosi. All'esterno, lungo le siepi di cinta, sono esposti due pezzi di muro provenienti da una casa posta presso la vecchia stazione: su questi i soldati lasciarono le celebri scritte "È meglio vivere un giorno da leone che cent'anni da pecora" e "Tutti eroi! O il Piave, o tutti accoppati!".
Originariamente, qui sorgeva solo un obelisco disegnato da Alterige Giorgi con quattro bassorilievi (Allegoria della Vittoria) di Marcello Mascherini. Le sculture sono state risistemate sulle facciate esterne dopo la Seconda guerra mondiale, essendo state nascoste dalla popolazione per sottrarle alle distruzioni dei soldati Tedeschi.

## Infrastrutture e trasporti

### Strade
Il centro sorge poco più a nord dell'antica strada Callalta, attuale SR 53 "Postumia". Altra arteria rilevante è la SP 57 "Destra Piave" che collega Giavera del Montello a Zenson di Piave, continuando poi in provincia di Venezia come SP 50 "Argine San Marco".

### Ferrovie
A sud del paese transita la ferrovia Treviso-Portogruaro e, presso l'abitato di Bocca Callalta, si trova la stazione di Fagarè, ricostruita in via Montello dopo la soppressione della precedente fermata in via Argine Piave.